# Dallas Mavericks 1984-1985
La stagione 1984-1985 dei Dallas Mavericks fu la 5ª nella NBA per la franchigia.
I Dallas Mavericks arrivarono terzi nella Midwest Division della Western Conference con un record di 44-38. Nei play-off persero al primo turno con i Portland Trail Blazers (3-1).

## Risultati
| Squadra           | V  | P  | %    | GB |
| ----------------- | -- | -- | ---- | -- |
| Denver Nuggets    | 52 | 30 | 63,4 | -  |
| Houston Rockets   | 48 | 34 | 58,5 | 4  |
| Dallas Mavericks  | 44 | 38 | 53,7 | 8  |
| San Antonio Spurs | 41 | 41 | 50,0 | 11 |
| Utah Jazz         | 41 | 41 | 50,0 | 11 |
| Kansas City Kings | 31 | 51 | 37,8 | 21 |

## Roster
| N° | Naz.                   | Ruolo | Sportivo         | Anno | Alt. | Peso |
| -- | ---------------------- | ----- | ---------------- | ---- | ---- | ---- |
| 7  | Stati Uniti (bandiera) | G     | Tom Sluby        | 1962 | 193  | 91   |
| 12 | Stati Uniti (bandiera) | G     | Derek Harper     | 1961 | 193  | 84   |
| 14 | Stati Uniti (bandiera) | GA    | Dale Ellis       | 1960 | 201  | 93   |
| 15 | Stati Uniti (bandiera) | G     | Brad Davis       | 1955 | 191  | 82   |
| 22 | Stati Uniti (bandiera) | G     | Rolando Blackman | 1959 | 198  | 86   |
| 24 | Stati Uniti (bandiera) | GA    | Mark Aguirre     | 1959 | 198  | 105  |
| 31 | Stati Uniti (bandiera) | A     | Jay Vincent      | 1959 | 201  | 100  |
| 32 | Stati Uniti (bandiera) | G     | Howard Carter    | 1961 | 196  | 98   |
| 40 | Stati Uniti (bandiera) | AC    | Kurt Nimphius    | 1958 | 208  | 99   |
| 41 | Stati Uniti (bandiera) | AC    | Sam Perkins      | 1961 | 206  | 107  |
| 52 | Stati Uniti (bandiera) | A     | Charlie Sitton   | 1962 | 203  | 95   |
| 53 | Stati Uniti (bandiera) | C     | Wallace Bryant   | 1959 | 213  | 111  |

## Staff tecnico
- Allenatore: Dick Motta
- Vice-allenatore: Bob Weiss
- Preparatore atletico: Doug Atkinson